# Леуванг, Якко Ян
Якко Ян Леуванг (нидерл. Jakko Jan Leeuwangh; род. 9 сентября 1972 года, Алкмар, Нидерланды) — бывший нидерландский конькобежец. Двукратный призёр чемпионата мира по конькобежному спорту на отдельных дистанциях 1999 года, а также четырнадцатикратный призёр в забегах на 1000 и 1500 м разных этапов Кубка мира по конькобежному спорту сезона 1997/1998, 1998/1999, 1999/2000 и 2001/2002 года. Участник зимних Олимпийских игр 1998 года.

## Биография
Якко Ян Леуванг родился в городе Алкмар, Северная Голландия. Тренировался на базе клуба «Alkmaarsche IJsclub». В 2003 году объявил об завершении карьеры. В настоящее время работает менеджером ледовой арены в городе Хорн — Де Вестфриз.

### Спортивная карьера
Сразу двумя медалями завершилось участие Леуванга на чемпионате мира по конькобежному спорту на отдельных дистанциях 1999 года, что проходил в голландском городе — Херенвен. 13 марта в забеге на 500 м с результатом 71.830 (после трёх забегов) он занял третье место, уступив более высокие позиции голландскому спортсмену (Эрбен Веннемарс — 71.380, 2-е место) и японскому (Хироясу Симидзу — 70.690, 1-е место). Ещё одна медаль в рамках этого соревнования была получена 14 марта в забеге на 1000 м. С результатом 1:10.79 Леуванг финишировал третьим, уступив первенство Хироясу Симидзу (1:10.75 —2-е место) и Яну Босу (1:10.41 —1-е место).
На зимних Олимпийских играх 1998 Леуванг был заявлен для участия в забеге на 500 и 1000 м. В забеге на 500 м Якко финишировал с результатом 73.23 (36.69+36.54). В общем итоге он занял 21-е место. В забеге на 1000 м он финишировал с результатом 1:11.26, где в борьбе за третье, призовое место, его обогнал спортсмен из Японии (Хироясу Симидзу — 1:11.00, 3-е место). В общем итоге Леуванг заняла 4-е место.